# Movitz! Movitz!
Movitz! Movitz! är ett album från 1977 av trubaduren Cornelis Vreeswijk. 

## Låtlista
Alla vistexter är skrivna av Carl Michael Bellman.
1. Epistel n:o 52 – "Movitz, mitt hjärta blöder!" – 3:16
2. Sång n:o 56 – "Nota bene" – 1:12
3. Epistel n:o 65 – "Movitz med flor om armen..." – 4:55
4. Sång n:o 28 – "Tre remmare" – 2:55
5. Epistel n:o  2 – "Nå, skruva fiolen" – 2:18
6. Epistel n:o 81 – "Märk hur vår skugga" – 4:37
7. Epistel n:o 80 – "Liksom en herdinna" – 3:38
8. Epistel n:o 35 – "Bröderna fara väl vilse" – 3:03
9. Sång n:o 17 – "Bacchi kalender" - 0:50
10. Sång n:o 18 – "Frossan" – 2:43
11. Epistel n:o 34 – "Ack, för en usel koja!" – 2:55
12. Epistel n:o 30 – "Drick ur ditt glas" – 6:32

## Medverkande
- Cornelis Vreeswijk – sång
- Ulf G. Åhslund – akustisk gitarr, arrangemang